# Antonio Machado Álvarez
Antonio Machado Álvarez, noto anche con lo pseudonimo di Demófilo (Santiago di Compostela, 1848 – Siviglia, 4 febbraio 1893), è stato uno scrittore ed etnografo spagnolo.
Pronipote di Agustín Durán, fu autore di studi sul folklore spagnolo tra cui Studi sopra la letteratura popolare (1884).
Ebbe cinque figli, tra cui i famosi poeti Manuel e Antonio Machado, e il pittore José.